# Life Is Strange (jeu vidéo)
Vous lisez un « article de qualité » labellisé en 2025.
Pour la série de jeux vidéo, voir Life Is Strange.
Life Is Strange est un jeu vidéo d'aventure épisodique développé par Dontnod Entertainment et édité par Square Enix. Premier opus de la série Life Is Strange, il est publié en cinq épisodes tout au long de l'année 2015 sur PlayStation 3, PlayStation 4, Windows, Xbox 360 et Xbox One. Des portages sur OS X et Linux suivent en 2016, puis sur iOS en 2017 et Android en 2018.
L'intrigue suit Max Caulfield, une étudiante en photographie de 18 ans qui découvre qu’elle peut remonter le temps à tout moment, chaque choix qu'elle fait entraînant un effet papillon. Les décisions du joueur influencent le déroulement du récit, avec la possibilité dans de nombreux cas de revenir en arrière pour choisir une autre option et ainsi modifier l'histoire. Les énigmes reposent sur des quêtes d’objets (fetch quests), des interactions avec l'environnement et des dialogues à embranchements.
Le développement débute en avril 2013, avec une structure épisodique pensée dès l’origine pour des raisons à la fois créatives et budgétaires. L'équipe effectue des recherches de terrain dans le nord-ouest des États-Unis afin de concevoir le décor, et cherche à détourner les archétypes classiques pour construire ses personnages. Les retours des joueurs influencent l'ajustement des épisodes au fil de leur sortie. Le récit et l'évolution des personnages constituent le cœur du jeu.
Life Is Strange reçoit un accueil critique très favorable, en particulier pour la richesse de ses personnages, sa mécanique de retour dans le temps, sa charge émotionnelle et son traitement de sujets tabous. En revanche, certains reproches concernent l’usage d'un argot daté, une synchronisation labiale approximative et des incohérences de ton. Le jeu remporte plus de 75 récompenses ou sélections de fin d'année, et atteint 20 millions de joueurs en novembre 2023. Un préquel, Life Is Strange: Before the Storm, sort en août 2017, suivi d’une version remastérisée incluse dans la Life Is Strange Remastered Collection en février 2022. Une suite directe, Life Is Strange: Double Exposure, paraît en octobre 2024.

## Trame

### Généralités
La narration de Life Is Strange est structurée en cinq épisodes publiés entre janvier et octobre 2015. Cette sortie épisodique influence la réception de l'histoire, chaque segment se terminant sur un rebondissement ou une révélation marquante, incitant à la réflexion et à l'interprétation. Ce format contribue également à renforcer l'implication émotionnelle des joueurs et à favoriser les discussions communautaires entre chaque sortie.
Le récit, centré sur les conséquences des choix du joueur, aborde des thématiques telles que le libre arbitre, l'amitié, le deuil, la santé mentale ou encore la responsabilité. Il culmine dans un dilemme final qui met à l'épreuve la relation entre Max et Chloe, ainsi que la portée réelle du pouvoir de Max sur le cours des événements.

### Univers
Life Is Strange se déroule dans la ville fictive d’Arcadia Bay, sur la côte de l’Oregon. Le joueur incarne Maxine « Max » Caulfield, une étudiante de 18 ans récemment admise à l'Académie Blackwell, un établissement renommé spécialisé dans les arts visuels. Peu après son retour dans sa ville natale, Max découvre qu'elle possède la capacité de remonter le temps sur de courtes périodes.
Ce pouvoir se manifeste lorsqu'elle sauve la vie de Chloe Price, une ancienne amie d'enfance avec laquelle elle renoue progressivement. Ensemble, les deux jeunes femmes s'engagent dans une enquête sur la disparition inexpliquée d'une étudiante populaire, Rachel Amber, tandis que des phénomènes surnaturels, visions, comportements étranges, changements climatiques extrêmes se multiplient dans la région. En parallèle, Max est confrontée à des choix moraux impliquant plusieurs élèves de Blackwell, dont certains se retrouvent en situation de détresse ou de danger.

### Résumé

#### Épisode 1:Chrysalis
Après avoir eu une vision d'une tempête cataclysmique qui détruit la ville où elle effectue ses études, Arcadia Bay, Maxine « Max » Caulfield découvre qu'elle a le pouvoir de remonter le temps sur de courtes durées. Elle utilise ce pouvoir pour empêcher un meurtre commis par Nathan Prescott. Elle découvre ensuite que la victime du meurtre en question est Chloe Price, sa grande amie d'enfance qu'elle avait perdue de vue depuis cinq ans. Les deux jeunes femmes se retrouvent et Max comprend que Chloe a été particulièrement affectée par la mort de son père, il y a cinq ans, peu de temps avant qu'elles se soient perdues de vue. Chloe fait part à Max de son inquiétude quant à la récente disparition, dans des circonstances suspectes, de Rachel Amber, une amie dont elle était très proche et qui a en quelque sorte remplacé Max. Leurs suspicions se portent d'abord sur Nathan Prescott et sur David Madsen, le beau-père de Chloe qui est aussi le responsable de la sécurité de l'Académie Blackwell, où Max étudie. Max a une nouvelle vision de la tempête qui lui fait comprendre qu'elle aura lieu sous peu. Elle se résout à raconter la vérité à Chloe quant à cette vision et à son pouvoir de remonter le temps. Chloe est dubitative mais une chute de neige surnaturelle la décide à croire Max.

#### Épisode 2:Out of Time
Max apprend l'existence d'une vidéo virale montrant Kate Marsh, une autre étudiante de Blackwell, se comportant de façon peu reluisante durant une soirée du Vortex Club (le club des étudiants branchés de Blackwell). Victoria Chase, une étudiante de Blackwell et membre du Vortex Club, avec qui Max n'entretient pas de bons contacts, s'occupe de propager cette vidéo pour nuire à Kate. Max est bien décidée à aider Kate et ce d'autant plus qu'elle pense qu'elle a été droguée. Max passe ensuite du temps avec Chloe afin d'expérimenter les possibilités que lui offre son pouvoir. Les deux amies font la rencontre de Frank Bowers, un trafiquant de drogue à qui Chloe doit beaucoup d'argent et qui semble cacher des choses à propos de Rachel. Quand Max retourne à Blackwell, elle découvre que Kate, très affectée par la vidéo et harcelée par certains de ses camarades à ce sujet, veut mettre fin à ses jours en se jetant du toit de Blackwell. Max tente de la sauver en utilisant son pouvoir mais elle le perd momentanément. Seule sa capacité à convaincre Kate de renoncer à se suicider pourra la sauver. Max raconte cet évènement tragique à Chloe. Les deux amies sont bien déterminées à mener l'enquête, convaincues que les histoires de Kate et Rachel sont liées. Une éclipse solaire inattendue clôture cet épisode.

#### Épisode 3:Chaos Theory
Bravant le couvre-feu qui suit les évènements tragiques de l'épisode précédent, Max et Chloe s'introduisent dans Blackwell durant la nuit afin de fouiller le bureau du directeur à la recherche d'informations sur Nathan, Kate et Rachel. Elles découvrent un document étrange de la main de Nathan : un griffonnage répétant la phrase « Rachel dans la Chambre Noire ». Chloe convainc ensuite Max d'aller nager avec elle dans la piscine de Blackwell, après quoi les deux amies échappent de justesse à la ronde nocturne de David Madsen. Max passe la nuit chez Chloe et les deux jeunes femmes se rapprochent (Chloe défie notamment Max de l'embrasser). Les deux jeunes femmes continuent ensuite de mener leur enquête en s'intéressant à David Madsen puis à Frank Bowers. Elles découvrent que Rachel et Frank étaient intimes ce qui met Chloe en colère. Elle blâme alors tout le monde, même son père décédé cinq ans plus tôt, qui lui manque. Max découvre que son pouvoir lui donne également la capacité de revenir dans le temps à travers des photos. Elle l'utilise, via une photo prise il y a cinq ans, pour empêcher la mort de William, le père de Chloe. Elle crée cependant une réalité alternative dans laquelle Chloe est devenue tétraplégique. Une nouvelle catastrophe s'ajoute aux précédentes lorsque plusieurs baleines s'échouent sur la plage d'Arcadia Bay.

#### Épisode 4:Dark Room
Dans cette réalité alternative, Max comprend à quel point ce petit changement a affecté le cours du temps. Celui-ci a permis à Chloe d'avoir une adolescence bien plus heureuse avec son père mais cela s'est soldé par un accident de voiture l'ayant handicapée. Max et son amie passent une heureuse soirée ensemble, mais Chloe est très souffrante. Le lendemain, elle apprend à Max que ses jours sont comptés et elle lui demande de l'euthanasier. Max est bouleversée et décide de rétablir le cours du temps initial en voyageant à nouveau grâce à la photo. Elle laisse William mourir et retrouve ainsi la Chloe qu'elle a connu dans les épisodes précédents. Les deux amies continuent leur enquête et découvrent la « Chambre Noire » qui implique définitivement Nathan Prescott dans de sinistres événements concernant Kate, Rachel et d'autres jeunes femmes avant elles. Elles découvrent le sort fatal de Rachel et Chloe est bien décidée à la venger en tuant Nathan. Elles se rendent à une soirée du Vortex Club, espérant y trouver Nathan. Il est introuvable et Chloe reçoit un message de sa part lui annonçant qu'il va faire disparaître les preuves qu'elles ont contre lui. Max et Chloe tombent en fait dans un piège tendu par Mark Jefferson, le professeur de photo de Blackwell, qui tire les ficelles depuis le début. Celui-ci drogue Max et abat Chloe d'une balle avant qu'elles ne puissent faire quoi que ce soit.

#### Épisode 5:Polarized
Max se retrouve à son tour dans la « Chambre Noire », prisonnière de Jefferson. Au fur et à mesure des discussions qu'elle a avec lui, ce qui est arrivé à Rachel, à Kate et à Nathan devient plus clair, et Max comprend que Nathan était en fait manipulé par Jefferson. Elle est bien décidée à mettre un terme à ses horribles agissements. Elle utilise plusieurs fois son pouvoir pour remonter le temps à travers différentes photos auxquelles elle parvient à avoir accès dans la « Chambre Noire ». Alors qu'elle a l'impression d'avoir enfin remis les choses en ordre et que tout se passe au mieux pour elle, elle réalise qu'elle n'est pas parvenue à empêcher la tempête de sa vision de détruire Arcadia Bay. Par un nouveau voyage dans le temps, elle annule tous les changements qu'elle avait pu opérer auparavant. Elle se retrouve à nouveau dans la « Chambre Noire » avec Jefferson. Elle est cependant sauvée par David Madsen qui avait aussi mené l'enquête de son côté. Max est désormais déterminée à sauver Chloe et entreprend un nouveau voyage dans le temps via une photo qu'elle doit aller récupérer dans Arcadia Bay, menacée par l'approche de la tempête.

#### Dénouement
Après ce dernier voyage, elle retrouve enfin Chloe sans pour autant être parvenue à éviter l'arrivée de la tempête. Max est alors prise d'une vision cauchemardesque dans laquelle se mêlent tous les éléments de l'histoire. À l'issue de ce cauchemar, Max comprend que ce sont justement ses différents voyages dans le temps qui ont altéré la réalité et provoqué les catastrophes naturelles dont fait partie cette tempête. Elle en fait part à Chloe et cette dernière comprend qu'un ultime voyage dans le temps pourrait éviter ce cataclysme : Max devrait retourner tout au début de l'histoire et laisser Nathan tuer Chloe. Max est alors confrontée à un dilemme : ne pas modifier à nouveau le cours du temps pour garder Chloe à ses côtés mais laisser la tempête détruire Arcadia Bay, ou bien revenir au moment où Nathan tue Chloe mais ne pas intervenir pour éviter l'altération du temps qui provoque la tempête,.
Ce choix cornélien donne lieu à deux fins possibles, durant lesquelles le joueur peut assister, impuissant, aux conséquences de sa dernière action :
Sacrifier Chloe
Quand le joueur fait le choix de sauver la ville, Max retourne dans le temps grâce à la photo du papillon après avoir dit adieu à son amie (en fonction de la façon de jouer du joueur, soit un baiser soit une étreinte seront échangés par les deux jeunes femmes) et n'intervient pas lors de l’assassinat de Chloe. Une série de photos montre l'arrestation des deux antagonistes, la découverte du cadavre de Rachel, et les proches de Chloe se remettant petit à petit de l'évènement. On retrouve Max au phare devant un soleil couchant avec une mer d'huile, préparée pour l’enterrement de Chloe en compagnie de ses amis et Frank. Les derniers plans montrent un papillon bleu se poser sur le cercueil, et un léger sourire adressé au joueur de la part de Maxine.
Sacrifier Arcadia Bay
À la suite de ce choix, Max déchire la photo en deux, qui s'envole vers la tornade. Chloe promet de rester avec Max quoi qu'il arrive, et les deux jeunes femmes regardent la ville se faire ravager, main dans la main. On retrouve ensuite quelques plans montrant la ville détruite, sans savoir qui a survécu ou non, puis plusieurs plans montrent Max et Chloe se soutenant l'une l'autre. L'ultime plan montre le pick-up de Chloe prendre la route, l'ultime fondu au noir venant après que la voiture a dépassé un panneau « Soyez prudents sur la route, à bientôt à Arcadia Bay ».

## Système de jeu
Life Is Strange est un jeu d'aventure narrative épisodique en cinq actes, joué en vue à la troisième personne. Le joueur incarne Max Caulfield, dont la capacité à remonter le temps permet de modifier la plupart de ses actions passées,. L'exploration et l'interaction avec les objets facilitent la résolution d'énigmes, basées sur des mécaniques de collecte et de manipulation de l'environnement,. Les objets obtenus avant un retour dans le temps restent conservés dans l'inventaire.
Le joueur explore différents lieux de la ville fictive d'Arcadia Bay et interagit avec des personnages non jouables,. Les dialogues offrent plusieurs options de réponse et peuvent être remontés dans le temps pour modifier les choix effectués,. Après la réinitialisation d'un événement, les informations obtenues auparavant restent disponibles pour une utilisation ultérieure. Certains choix de dialogue influencent le déroulement de l'histoire, entraînant des conséquences à court ou long terme. Un avantage immédiat peut parfois se révéler préjudiciable par la suite.
Le journal fournit des informations sur l’histoire et des indices importants pour la collecte des photos. Chaque entrée est accompagnée de dessins ou de symboles qui aident à repérer les scènes où des photos sont à prendre. Il sert de guide précieux pour orienter le joueur dans sa quête tout en enrichissant l'expérience narrative.
Le jeu se termine en complétant l'ensemble des chapitres et en collectant toutes les photos disponibles. Grâce à la sélection des chapitres et sous-chapitres en mode collectionneur, le joueur dispose d’indications précises sur les scènes où des photos sont manquantes, ainsi que d’indices visuels présents dans le journal sous forme de dessins. Ces outils rendent la recherche relativement simple. En cas de difficulté, des guides en ligne peuvent aider à localiser les éléments manquants.

## Développement

### Conception
Le développement de Life Is Strange commence en avril 2013 avec une équipe de 15 personnes, qui s'agrandit après le début de la collaboration avec Square Enix,,. Les épisodes sont initialement prévus pour être publiés à environ 6 semaines d'intervalle. Le cofondateur de Dontnod, Jean-Maxime Moris, occupe à l'origine le poste de directeur créatif,. Dontnod ne présente Life Is Strange à Square Enix Londres qu'après le refus d'un projet de jeu plus ambitieux,. Avant la signature avec Square Enix, Life Is Strange est conçu comme un jeu vidéo complet que Dontnod compte auto-éditer. Cependant, l'éditeur estime que le titre connaîtra plus de succès sous un format épisodique. Le jeu porte initialement le nom de code What If, mais ce nom n'est pas retenu en raison de l'existence d'un film homonyme.

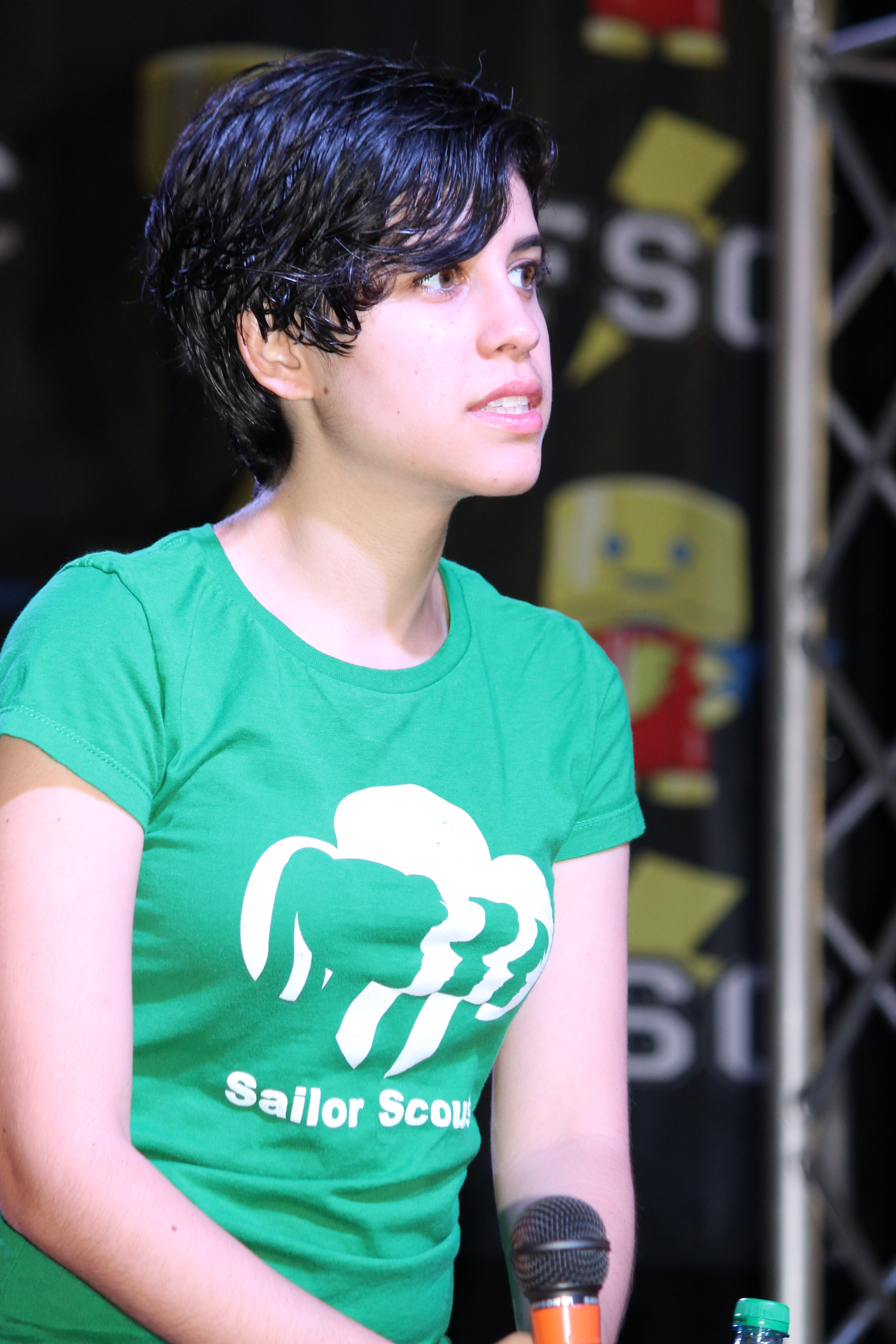
Ashly Burch à la Supercon de Floride en 2014.

Un journal de développement publié avant la sortie révèle que la plupart des éditeurs potentiels refusent de publier un jeu avec une protagoniste féminine,. Les développeurs indiquent que ces éditeurs avaient déjà exprimé la même objection concernant le premier projet de Dontnod, Remember Me, qui mettait également en scène une protagoniste féminine,. Le PDG de Dontnod, Oskar Guilbert, exprime initialement des réserves similaires. Les développeurs affirment que Square Enix est le seul éditeur à ne pas avoir souhaité modifier cet aspect.
Life Is Strange naît de l'idée du mécanisme de rembobinage, que le développeur avait déjà expérimenté dans son précédent jeu Remember Me. Le personnage principal, Max, est créé avec la capacité de remonter le temps afin de mettre en œuvre ce mécanisme. Le format épisodique est choisi par le studio pour des raisons créatives, des contraintes financières, et des objectifs marketing, leur permettant ainsi de raconter l'histoire selon le rythme lent qu'ils privilégient. Le Nord-Ouest Pacifique est choisi comme cadre dans le but de transmettre une atmosphère nostalgique et automnale. L'équipe de développement visite la région, prend des photographies, consulte les journaux locaux et utilise Google Street View pour s'assurer que l'environnement est représenté avec précision,. Il est décidé dès le début que la majeure partie du budget soit consacrée à l'écriture et aux comédiens de doublage. L'histoire originale est écrite en français par Jean-Luc Cano, puis transformée en script de jeu par les co-directeurs et l'équipe de design. Le script est ensuite confié à Christian Divine et Cano pour être affiné en anglais,. L'accent est mis sur le développement de l'histoire et des personnages plutôt que sur les énigmes de type point-and-click,, faisant des choix et de leurs conséquences des éléments essentiels au déroulement du récit. Hannah Telle auditionne pour le rôle de Max Caulfield en juillet 2014 et obtient le rôle ; Ashly Burch auditionne à la fois pour Max et pour le rôle de Chloe Price qui lui est finalement attribué. Les sessions d'enregistrement se déroulent à Los Angeles, en Californie, avec le développeur français participant via Skype,.

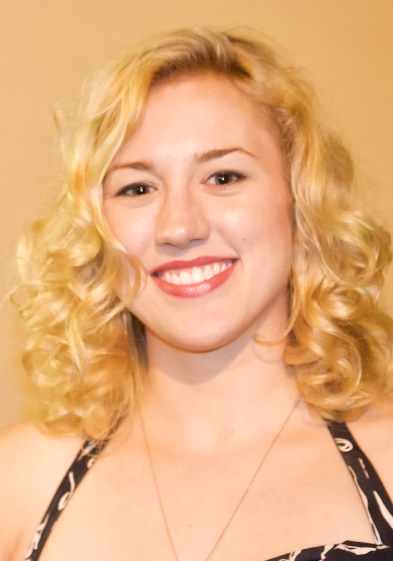
Hannah Telle, comédienne incarnant Maxine Caufield.

Le jeu est comparé à Remember Me qui présente des différences significatives mais aborde des thèmes similaires de mémoire et d'identité. Life Is Strange est défini comme une approche analogique de l'identité humaine, par opposition à Remember Me qui en propose une vision numérique. Fonctionnant sur une version améliorée de l'Unreal Engine 3, il utilise les outils et effets spéciaux comme l'éclairage et la profondeur de champ développés pour Remember Me ainsi que les avancées ultérieures,. Les effets visuels tels que les post-traitements, la double exposition et la superposition de particules à l'écran constituent l'approche artistique retenue pour illustrer les séquences de manipulation temporelle. Les textures du jeu, entièrement peintes à la main, s'inscrivent dans une recherche de « rendu impressionniste » selon les termes du directeur artistique Michel Koch. L'ajustement des éléments s'effectue sur la base des retours des joueurs, en s'inspirant d'œuvres comme The Walking Dead, Gone Home et Heavy Rain,. Les sources d'inspiration additionnelles comprennent le roman visuel Danganronpa, notamment pour l'équilibre entre gameplay et narration, ainsi que le roman L'Attrape-cœurs, dont le protagoniste Holden Caulfield partage son nom de famille avec Max, le personnage principal du jeu. La conception des personnages repose initialement sur des archétypes connus, servant de point d'entrée pour le joueur, avant d'en subvertir les codes. Dans un souci de réalisme, les éléments surnaturels sont conçus comme une métaphore des conflits intérieurs des personnages, et des experts sont consultés pour aborder le thème du suicide des adolescents. La bande sonore est composée par Jonathan Morali du groupe Syd Matters. S'inspirant de la musique indie folk,, la composition musicale vise à souligner l'ambiance du jeu. La bande originale mêle morceaux sous licence et compositions originales. Parmi les artistes présents figurent José González, Mogwai, Breton, Amanda Palmer, Brian Viglione, Bright Eyes, Message to Bears, Local Natives, Syd Matters, Sparklehorse, Angus & Julia Stone, alt-J, Mud Flow et Foals,.
En février 2015, une version de développement du deuxième épisode fait l'objet d'une fuite sur Internet plusieurs semaines avant sa sortie officielle prévue mi-mars. Cette version, accessible illégalement, présente de nombreuses anomalies techniques. Face à cette situation, l'équipe de développement invite les joueurs à ne pas télécharger cette version préliminaire, soulignant que « de nombreux éléments sont en cours d'amélioration ».

### Doublage
Le jeu est uniquement doublé en anglais dans un premier temps, puis Square Enix annonce un doublage en japonais en septembre 2016. Le casting anglophone est composé de :
- Hannah Telle : Maxine « Max » Caulfield
- Ashly Burch : Chloe Price, Stella Hill, Taylor Christensen
- Dani Knights : Victoria Chase
- Derek Phillips : Mark Jefferson, Samuel Taylor, Zackary Riggins
- Nik Shriner : Nathan Prescott, Trevor, Daniel Dacosta, Luke Parker
- Carlos Luna : Warren Graham, Justin Williams, Evan Harris
- Dayeanne Hutton : Kate Marsh, Alyssa Anderson, Juliet Watson
- Eric Morgan Stuart : Proviseur Raymond « Ray » Wells
- Cissy Jones : Joyce Price
- Don McManus : David Madsen, Hayden Jones, Logan Robertson
- Daniel Bonjour : Frank Bowers
- Pasean Wilson : Michelle Grant
- Joe Ochman : William Price

### Bande-son
La musique de Life Is Strange est très axée sur la scène indépendante. Par ailleurs Jonathan Morali, le chanteur du groupe Syd Matters, compose les musiques du jeu en plus de deux chansons de son groupe.
La bande originale du jeu est composée de 22 titres, :
| No  | Titre                             | Auteur                | Durée |
| --- | --------------------------------- | --------------------- | ----- |
| 1.  | To All of You                     | Syd Matters           | 4:45  |
| 2.  | Crosses                           | José González         | 2:44  |
| 3.  | Santa Monica Dream                | Angus and Julia Stone | 5:31  |
| 4.  | Piano Fire                        | Sparklehorse          | 2:45  |
| 5.  | Something Good                    | alt-J                 | 3:40  |
| 6.  | Mt. Washington                    | Local Natives         | 3:18  |
| 7.  | Lua                               | Bright Eyes           | 4:30  |
| 8.  | Kids Will Be Skeletons            | Mogwai                | 5:30  |
| 9.  | In My Mind (Feat. Brian Viglione) | Amanda Palmer         | 4:16  |
| 10. | Mountains                         | Message to Bears      | 3:54  |
| 11. | Got Well Soon                     | Breton                | 4:52  |
| 12. | The Sense of Me                   | Mud Flow              | 2:35  |
| 13. | Spanish Sahara                    | Foals                 | 6:50  |
| 14. | Obstacles                         | Syd Matters           | 3:31  |

| Bande originale composée par Jonathan Morali | Bande originale composée par Jonathan Morali | Bande originale composée par Jonathan Morali | Bande originale composée par Jonathan Morali | Bande originale composée par Jonathan Morali | Bande originale composée par Jonathan Morali | Bande originale composée par Jonathan Morali | Bande originale composée par Jonathan Morali | Bande originale composée par Jonathan Morali | Bande originale composée par Jonathan Morali |
| No                                           | Titre                                        | Auteur                                       | Durée                                        |                                              |                                              |                                              |                                              |                                              |                                              |
| -------------------------------------------- | -------------------------------------------- | -------------------------------------------- | -------------------------------------------- | -------------------------------------------- | -------------------------------------------- | -------------------------------------------- | -------------------------------------------- | -------------------------------------------- | -------------------------------------------- |
| 15.                                          | Golden Hour                                  | Jonathan Morali                              | 2:41                                         |                                              |                                              |                                              |                                              |                                              |                                              |
| 16.                                          | The Storm                                    | Jonathan Morali                              | 1:47                                         |                                              |                                              |                                              |                                              |                                              |                                              |
| 17.                                          | Blackwell Academy                            | Jonathan Morali                              | 3:02                                         |                                              |                                              |                                              |                                              |                                              |                                              |
| 18.                                          | Kate                                         | Jonathan Morali                              | 1:38                                         |                                              |                                              |                                              |                                              |                                              |                                              |
| 19.                                          | Timeless                                     | Jonathan Morali                              | 1:55                                         |                                              |                                              |                                              |                                              |                                              |                                              |
| 20.                                          | Timelines                                    | Jonathan Morali                              | 3:21                                         |                                              |                                              |                                              |                                              |                                              |                                              |
| 21.                                          | Night Walk                                   | Jonathan Morali                              | 2:35                                         |                                              |                                              |                                              |                                              |                                              |                                              |
| 22.                                          | Max & Chloe                                  | Jonathan Morali                              | 3:25                                         |                                              |                                              |                                              |                                              |                                              |                                              |
| 1:19:08                                      |                                              |                                              |                                              |                                              |                                              |                                              |                                              |                                              |                                              |

## Analyse

### Représentation de personnages LGBT
Les personnages du jeu Life Is Strange, Chloe Price et Max Caulfield, ne sont pas étiquetés selon leur orientation sexuelle. Par exemple, Chloe éprouve un amour platonique pour Rachel Amber et pourrait entretenir une relation amoureuse avec Max, qui semble être attirée par elle. Ainsi, le jeu ne donne pas de conclusion définitive sur l’orientation de ces personnages,.

### Retour dans le temps
Le thème du retour dans le temps constitue un élément central de Life Is Strange, dépassant sa simple fonction ludique. Il devient un moteur narratif qui permet d’explorer des problématiques telles que les conséquences des choix individuels, la responsabilité personnelle et la notion de destin,.
Plusieurs travaux académiques examinent cette mécanique sous des angles philosophiques et ludiques. Claire Low souligne que cette possibilité de remonter le temps renforce l’engagement moral du joueur en le confrontant aux résultats de ses décisions, tout en offrant la possibilité de les corriger, ce qui génère un sentiment accru de responsabilité personnelle. Luis de Miranda propose une lecture existentialiste du jeu, qu’il compare au scénario Les jeux sont faits de Jean-Paul Sartre, en analysant comment Life Is Strange simule des dilemmes existentiels et met en tension la liberté du joueur avec la notion de destin.
Shaun Grose, de son côté, explore le rôle émotionnel de la boucle temporelle. Il observe que cette mécanique permet de renforcer l’attachement aux personnages et d’accroître l’effet dramatique de certaines décisions irréversibles, malgré l’illusion de contrôle que le rembobinage peut susciter. D’autres chercheurs, comme Nenden Dewi, soulignent l’aspect éducatif de cette fonctionnalité, en considérant qu’elle incite à une réflexion sur les opportunités manquées, les conséquences des actes, et la nature du regret.

### Marginalité et exclusion sociale
Life Is Strange traite de manière nuancée les thématiques de la marginalité et de l’exclusion sociale à travers plusieurs de ses personnages. Le jeu met en évidence les effets du harcèlement, des inégalités sociales et des troubles mentaux, tout en explorant l’impact de ces facteurs sur les relations interpersonnelles et sur les choix individuels,.
Chloe Price représente une autre facette de la marginalité. Marquée par la perte de son père dans un accident et par un contexte familial instable, elle adopte une attitude rebelle et provocante. Ce comportement apparaît comme une réponse à un profond sentiment d’abandon et d’isolement social, mettant en évidence la manière dont des circonstances personnelles difficiles peuvent engendrer des mécanismes de défense autodestructeurs.
Nathan Prescott, quant à lui, appartient à une famille aisée et bénéficie de privilèges sociaux importants. Toutefois, il souffre de troubles mentaux non pris en charge et se retrouve sous l’influence de figures d’autorité qui le manipulent, ce qui le conduit à commettre des actes répréhensibles. Son personnage met en lumière la complexité des relations entre privilège, santé mentale et responsabilité individuelle.

## Commercialisation
Square Enix annonce Life Is Strange à la Gamescom le 11 août 2014. Les épisodes sortent en format numérique sur PC via Steam, PlayStation 3 et PlayStation 4 via PlayStation Network, ainsi que sur Xbox 360 et Xbox One via Xbox Live entre le 30 janvier 2015 et le 20 octobre 2015,. Deux options de season pass sont proposées à prix réduit, l'une comprenant les épisodes 1 à 5 et l'autre les épisodes 2 à 5. Une démo des 20 premières minutes est publiée simultanément avec l'épisode 1 sur consoles, puis plus tard sur PC.
En novembre 2014, l'éditeur exprime son intérêt pour une sortie en format physique, tout en précisant être « concentré à 100 % sur la sortie numérique » à ce moment-là. Un an plus tard, l'édition physique est programmée pour une sortie sur PC, PS4 et Xbox One en Amérique du Nord le 19 janvier 2016 et en Europe le 22 janvier 2016 ; l'édition limitée inclut un artbook, la bande son originale, la partition musicale et un commentaire des directeurs,. Ce commentaire des directeurs est également proposé en DLC gratuit.
Une version doublée en japonais sort sur Microsoft Windows, PlayStation 3 et PlayStation 4 le 3 mars 2016,. Feral Interactive adapte Life Is Strange pour OS X, avec une sortie le 16 juin 2016, puis pour Linux, le 21 juillet 2016. Ce même jour, le premier épisode devient gratuitement accessible pour une durée indéterminée sur Linux, Windows, OS X, PS3, PS4, Xbox 360 et Xbox One. Life Is Strange est inclus dans le PlayStation Plus (pour les régions Amérique et PAL) en juin 2017. Le jeu sort sur iOS entre le 14 décembre 2017 et le 29 mars 2018, puis sur Android le 18 juillet 2018, ces versions étant portées par Black Wing Foundation,,.

## Accueil

### Accueil critique
| Jeux                     | OpenCritic | Metacritic |
| ------------------------ | ---------- | ---------- |
| Épisode 1 - Chrysalis    | 81%        | 77%        |
| Épisode 2 - Out of Time  | 78%        | 77%        |
| Épisode 3 - Chaos Theory | 80%        | 80%        |
| Épisode 4 - Dark Room    | 82%        | 76%        |
| Épisode 5 - Polarized    | 82%        | 83%        |

Life Is Strange reçoit un accueil critique globalement favorable, selon Metacritic. Malgré des critiques visant la synchronisation labiale jugée imparfaite,, et l'utilisation d’un argot daté,,, la presse spécialisée salue le développement des personnages,,, ainsi que l'intégration du voyage dans le temps comme mécanique narrative,,, certains commentateurs estimant qu’il devrait exister davantage de jeux de ce type,. Eurogamer le qualifie de « l’un des meilleurs jeux narratifs interactifs de cette génération », tandis que Hardcore Gamer le considère comme la révélation inattendue de l’année 2015. Legendary Entertainment affirme que le jeu a obtenu plus de 75 récompenses et sélections dans les classements de jeux de l’année. En avril 2017, Xbox One UK le classe premier dans sa sélection des meilleurs jeux Xbox One à moins de 20 £. Le directeur de jeu Yoko Taro le cite parmi ses titres préférés sur PlayStation 4.

#### Épisode 1:Chrysalis
Kevin VanOrd, de GameSpot, considère que l'épisode 1, Chrysalis, propose « une tranche de vie captivante, qui fonctionne grâce à sa manière éloquente de capturer l’état d’esprit particulier du début des études supérieures ». Kimberley Wallace, de Game Informer, souligne la pertinence du traitement de « sujets habituellement tabous dans les jeux vidéo », qu’elle juge impressionnant. Pour Brett Makedonski, de Destructoid, la principale qualité de cet épisode réside dans l’exploration à la fois intérieure et du monde environnant. Mitch Dyer, d’IGN, émet en revanche une critique plus sévère, estimant que le scénario est desservi par un script « ridicule » et des performances d’acteurs encore moins convaincantes.

#### Épisode 2:Out of Time
Concernant l'épisode 2, Out of Time, Megan Farokhmanesh, de Polygon, affirme que l'accent mis sur l'introspection personnelle renforce notablement le plaisir de jeu. D’autres critiques saluent une fin d’épisode marquante sur le plan émotionnel, apportant de la cohérence et du sens aux choix réalisés dans les deux premiers épisodes,. Mike Williams, dans USgamer, juge néanmoins que le rythme de cet épisode est « plus lent et moins enthousiasmant » que celui du précédent. Enfin, Eric Swain, de PopMatters, décrit l’épisode comme sincère dans l’ensemble, tout en notant des passages dont la crédibilité peut être mise en doute.

#### Épisode 3:Chaos Theory
Adnan Riaz, de Hardcore Gamer, considère que l'épisode 3, Chaos Theory, marque une nette amélioration, offrant une narration « palpitante, poignante, fascinante et ... séduisante », renforcée par les conséquences des choix passés qui ajoutent une dimension réaliste. Peter Paras, de Game Revolution, salue l’évolution des personnages, en particulier celle de Chloe Price, qu’il décrit comme désormais pleinement développée et incarnée. Bien qu’Alexa Ray Corriea, de GameSpot, estime que les quêtes de type « fetch quest » nuisent à l’intensité émotionnelle, Megan Farokhmanesh note que l’épisode culmine avec un « cliffhanger redoutable ».

#### Épisode 4:Dark Room
Matt Liebl, de GameZone, qualifie l’épisode 4, Dark Room, de « plus émotionnel de la série », affirmant que le mystère entourant Rachel Amber maintient fortement l'intérêt du joueur. Tom Hoggins, du Telegraph, souligne le courage du studio à aborder des thématiques comme la division sociale, le harcèlement en ligne, les conflits familiaux et le suicide. Toutefois, certains critiques relèvent des problèmes de ton, causés par des procédés narratifs jugés artificiels, tels que des incohérences de personnages ou un usage excessif du choc dramatique,. En revanche, les mécaniques d’énigmes et les relations entre personnages sont généralement bien accueillies,.

#### Épisode 5:Polarized
Le dernier épisode, Polarized, est perçu comme une « conclusion appropriée » au récit initiatique de Max Caulfield, la relation entre les deux protagonistes étant jugée bien menée,. Un passage d’infiltration, cependant, est qualifié de « fastidieux » et « hors de propos », bien que d’autres éléments de cette même séquence soient mieux reçus,. L’épilogue divise les critiques, suscitant des avis partagés sur la manière dont il clôt l’histoire,,.

### Ventes
Life Is Strange atteint le million d'exemplaires vendus en juillet 2015, avec plus de 1,2 million de joueurs uniques dans le monde. Square Enix indique que le taux de conversion entre l'achat du premier épisode et le season pass est particulièrement élevé. En janvier 2016, l'édition physique du jeu se classe à la septième place des ventes au Royaume-Uni pour la semaine se terminant le 23 janvier. En mai 2017, le nombre de joueurs uniques s'élève à 3 millions. En novembre 2023, le titre comptabilise un total de 20 millions de joueurs.

### Distinctions

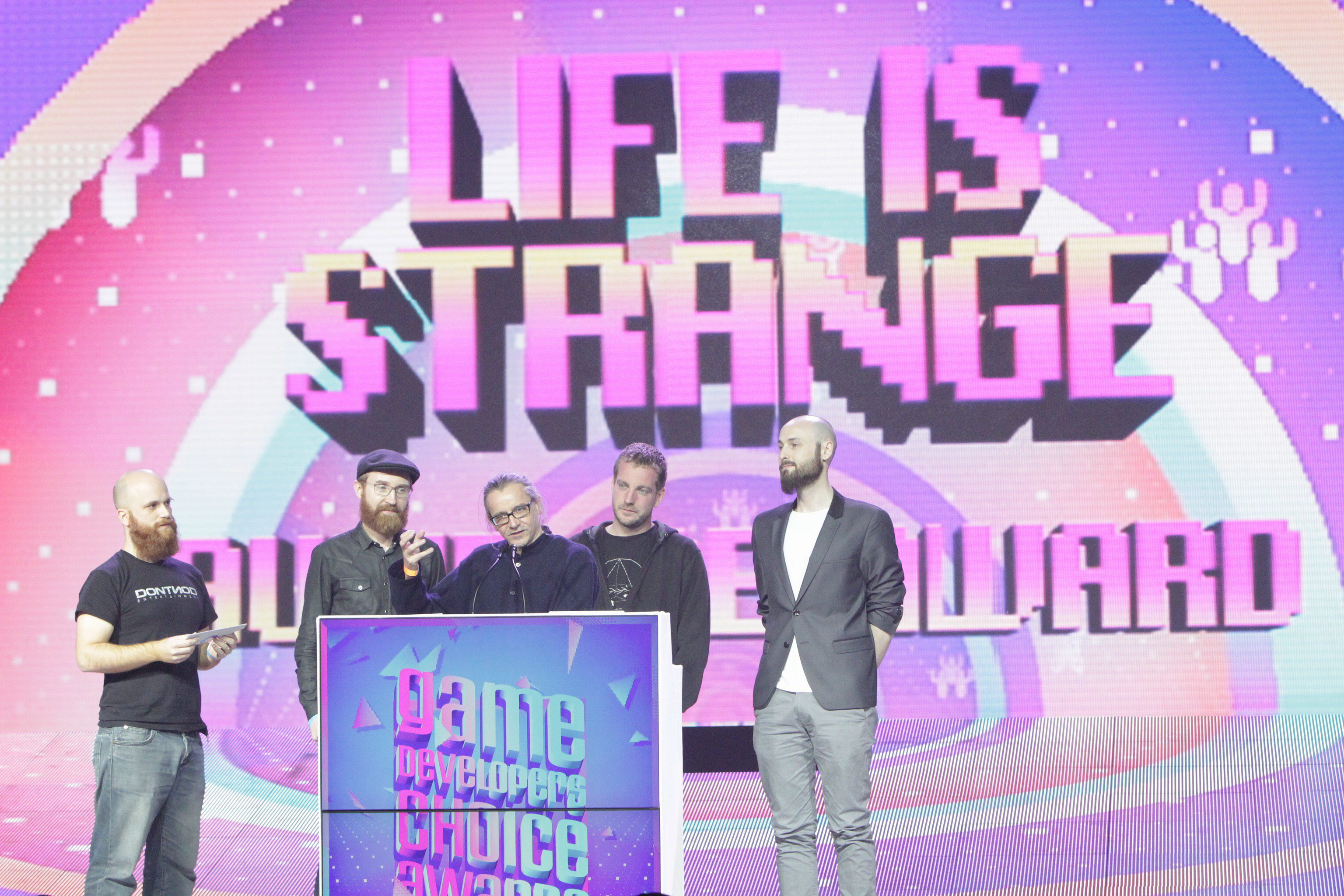
Les développeurs reçoivent le prix du public lors des GDC Awards 2016.

Le jeu se classe premier du « Top 10 des jeux vidéo 2015 » de Vulture, deuxième du classement établi par Red Bull Games, quatrième du « Top 20 des jeux vidéo 2015 » de Vice Canada, septième des « jeux de l'année 2015 » selon Polygon, huitième des meilleurs jeux de l'année pour Ars Technica, et dixième du « Top 10 des jeux vidéo 2015 » d'Eurogamer.
New Statesman désigne également Life Is Strange comme « meilleur jeu » dans son Top 10 des jeux vidéo 2015, tandis qu'Apple le nomme « jeu de l'année » lors de ses Best of 2016 Awards. Aux Best of 2015 Awards de Destructoid, le jeu est nommé dans la catégorie « meilleur jeu Xbox One ».
Il est également finaliste pour le « meilleur jeu d'aventure » aux Best of 2015 Awards de Hardcore Gamer. Le Best of 2015 du PlayStation Blog le sélectionne parmi les nommés pour le « meilleur jeu PS4 » et le classe finaliste dans les catégories « meilleure histoire », « meilleure bande-son » et « meilleure sortie numérique »,.
Aux Develop Industry Excellence Awards 2015, il remporte les prix « New Games IP – PC/console » et « Use of Narrative ».
Lors des Global Game Awards, l'Épisode 1 est récompensé en tant que « meilleure aventure et meilleur jeu original », tout en se classant deuxième pour la « meilleure histoire » et du « jeu de l'année ».
| Année | Récompense                                     | Catégorie                                                      | Récipiendaire et nommé            | Résultat   | Réf.    |
| ----- | ---------------------------------------------- | -------------------------------------------------------------- | --------------------------------- | ---------- | ------- |
| 2015  | Golden Joystick Awards[                        | Meilleur jeu original                                          | Life Is Strange                   | Nomination | [ 170 ] |
| 2015  | Golden Joystick Awards[                        | Meilleure narration                                            | Life Is Strange                   | Nomination | [ 170 ] |
| 2015  | Golden Joystick Awards[                        | Meilleur son                                                   | Life Is Strange                   | Nomination | [ 170 ] |
| 2015  | Golden Joystick Awards[                        | Meilleur moment de jeu                                         | Saving Kate                       | Nomination | [ 170 ] |
| 2015  | Golden Joystick Awards[                        | Performance de l'année                                         | Ashly Burch as Chloe              | Lauréat    | [ 170 ] |
| 2015  | Golden Joystick Awards[                        | Jeu de l'année                                                 | Life Is Strange                   | Nomination | [ 170 ] |
| 2015  | The Game Awards                                | Meilleure narration                                            | Life Is Strange                   | Nomination | [ 171 ] |
| 2015  | The Game Awards                                | Meilleur performance                                           | Ashly Burch as Chloe              | Nomination | [ 171 ] |
| 2015  | The Game Awards                                | Jeux d'impact                                                  | Life Is Strange                   | Lauréat    | [ 171 ] |
| 2016  | DICE Awards                                    | Jeu d'aventure de l'année                                      | Life Is Strange                   | Nomination | ,       |
| 2016  | DICE Awards                                    | Réalisations exceptionnelles dans le domaine du caractère      | Max Caulfield                     | Nomination | ,       |
| 2016  | DICE Awards                                    | Meilleure réalisation dans le domaine de la direction de jeu   | Life is Strange                   | Nomination | ,       |
| 2016  | Game Developers Choice Awards                  | Prix du public                                                 | Life is Strange                   | Lauréat    | [ 174 ] |
| 2016  | SXSW Gaming Awards                             | Excellence dans le récit                                       | Life is Strange                   | Nomination | ,       |
| 2016  | SXSW Gaming Awards                             | La nouvelle propriété intellectuelle la plus prometteuse       | Life is Strange                   | Nomination | ,       |
| 2016  | SXSW Gaming Awards                             | Prix Matthew Crump de l'innovation culturelle                  | Life is Strange                   | Nomination | ,       |
| 2016  | National Academy of Vidéo Game Trade Reviewers | Direction artistique, contemporaine                            | Life is Strange                   | Nomination | [ 177 ] |
| 2016  | National Academy of Vidéo Game Trade Reviewers | Conception des personnages                                     | Life is Strange                   | Lauréat    | [ 177 ] |
| 2016  | National Academy of Vidéo Game Trade Reviewers | Réalisation dans un cinéma de jeu                              | Life is Strange                   | Nomination | [ 177 ] |
| 2016  | National Academy of Vidéo Game Trade Reviewers | Conception de jeux, nouvelle propriété intellectuelle          | Life is Strange                   | Nomination | [ 177 ] |
| 2016  | National Academy of Vidéo Game Trade Reviewers | Musique originale Light Mix, nouvelle propriété intellectuelle | Life is Strange                   | Lauréat    | [ 177 ] |
| 2016  | National Academy of Vidéo Game Trade Reviewers | Chanson, originale ou adaptée                                  | Life Is Strange – "To All of You" | Lauréat    | [ 177 ] |
| 2016  | National Academy of Vidéo Game Trade Reviewers | Collection de chansons                                         | Life Is Strange                   | Nomination | [ 177 ] |
| 2016  | National Academy of Vidéo Game Trade Reviewers | Écrire dans un drame                                           | Life Is Strange                   | Nomination | [ 177 ] |
| 2016  | National Academy of Vidéo Game Trade Reviewers | Jeu, aventure originale                                        | Life Is Strange                   | Nomination | [ 177 ] |
| 2016  | British Academy Games Awards                   | Meilleur jeu                                                   | Life Is Strange                   | Nomination | [ 178 ] |
| 2016  | British Academy Games Awards                   | Jeu innovant                                                   | Life Is Strange                   | Nomination | [ 178 ] |
| 2016  | British Academy Games Awards                   | Propriété d'origine                                            | Life Is Strange                   | Nomination | [ 178 ] |
| 2016  | British Academy Games Awards                   | Performance                                                    | Ashly Burch                       | Nomination | [ 178 ] |
| 2016  | British Academy Games Awards                   | Histoire                                                       | Life Is Strange                   | Lauréat    | [ 178 ] |
| 2016  | The Games for Change Awards                    | Jeu de l'année                                                 | Life Is Strange                   | Lauréat    | ,       |
| 2016  | The Games for Change Awards                    | Impact le plus significatif                                    | Life Is Strange                   | Lauréat    | ,       |
| 2016  | The Games for Change Awards                    | Meilleur gameplay                                              | Life Is Strange                   | Nomination | ,       |
| 2016  | The Games for Change Awards                    | Le plus innovant                                               | Life Is Strange                   | Nomination | ,       |
| 2016  | Japan Game Awards                              | Prix des concepteurs de jeux                                   | Life Is Strange                   | Lauréat    | [ 181 ] |

## Postérité

### Succès et réception
Après que Life Is Strange connait un succès financier et commercial, Dontnod Entertainment commence à devenir plus important dans l'industrie du jeu vidéo ; les éditeurs recherchent désormais le studio, alors qu'auparavant c'était l'inverse. Le PDG Oskar Guilbert affirme que le jeu a sauvé son entreprise financièrement après les ventes médiocres de Remember Me. The Washington Post le considère comme passant le « test de Steven Spielberg » pour les jeux vidéo en tant qu'art selon lequel « les jeux vidéo prouveront leur valeur comme forme artistique narrative lorsque quelqu'un avouera avoir pleuré au niveau 17 » dans sa critique. Les fans spéculent et échafaudent des théories sur l'intrigue, tout en prédisant une partie d'une possible fin.

### Concours et initiatives caritatives
En 2016, Square Enix commandite son propre concours de photographie Everyday Heroes, inspiré du jeu, offrant une bourse de 10 000 dollars américains au gagnant. Square Enix collabore également avec la Parent Advocacy Coalition for Educational Rights (PACER) pour soutenir une initiative anti-intimidation basée sur les thèmes du jeu et fait un don total de 25 000 dollars.

### Adaptation en série
Le 27 juillet 2016, Square Enix annonce officiellement qu'une série en live-action est en préparation, qu'elle sera développée par Legendary Pictures et uniquement disponible au format numérique.

### Suites et spin-off
Le 18 mai 2017, Don't Nod Entertainment confirme officiellement le développement d’une suite,.
Life Is Strange: Before the Storm, un préquel développé par Deck Nine, est lancé le 31 août 2017. D'autres jeux de la série présentant de nouveaux lieux et personnages incluent Life Is Strange 2, sorti en septembre 2018, trois mois après le lancement de son spin-off gratuit Les Aventures extraordinaires de Captain Spirit, et Life Is Strange: True Colors, commercialisé en septembre 2021.
Développé par Deck Nine, Life Is Strange: Double Exposure met en scène une Max Caulfield plus âgée, qui découvre la capacité d'explorer simultanément deux lignes temporelles parallèles alors qu'elle tente d'empêcher le meurtre de son amie Safi. Le jeu sort le 29 octobre 2024 sur Xbox Séries X/S, PlayStation 5 et PC,,.

### Bandes dessinées et publications dérivées
Une série de bandes dessinées homonyme, se déroulant après la fin « Sacrifier Arcadia Bay » du jeu, sort chez Titan Comics à partir de novembre 2018,,. Emma Vieceli en écrit le scénario, tandis que Claudia Leonardi réalise les illustrations et les couvertures, avec des couleurs signées Andrea Izzo. Square Enix s'associe également à Titan Comics pour produire Life Is Strange: Welcome to Blackwell Academy, un livre consacré à l'Académie Blackwell et à la ville d'Arcadia Bay, écrit par Matt Forbeck.

### Remaster
Le 18 mars 2021, Square Enix annonce lors d'un Square Enix Present d'un nouvel opus, cette fois développée par Deck Nine Games, un remaster de Life is Strange et de son préquel, Life Is Strange: Before the Storm, dans une collection nommée Life is Strange: Remastered Collection disponible début 2022 sur PC, Xbox One, PS4, Xbox Series, PS5 et Nintendo Switch.